# České kytarové duo
České kytarové duo založili Jana a Petr Bierhanzlovi v roce 1975 na Pražské konzervatoři. Na svém kontě mají více než tři tisíce[zdroj⁠?!] koncertů, tři CD a jedno DVD, četné nahrávky pro rozhlas i televizi. Kromě kytarové klasiky se dlouhodobě věnují flamencu.

## Diskografie
- DVD – Czech Guitar Duo - LIVE CONCERT (2008)
- CD – Czech Guitar Duo plays FLAMENCO (2001)
- CD – English Renaissance Music (1996)
- CD – European Guitar Duets (1992)